# Henri Willems
Henri P. Willems (ur. 30 września 1899, data śmierci nieznana) – belgijski bobsleista, brązowy medalista zimowych igrzysk olimpijskich w Chamonix w konkurencji czwórek mężczyzn.